# Adolfo García Ortega
Adolfo García Ortega (Valladolid, 22 de mayo de 1958) es un escritor y traductor español.

## Biografía
Nació en Valladolid en 1958, instalado en Madrid desde 1975, donde trabajó en diversos empleos, tales como fontanero, carpintero y empleado del servicio de Correos, a la vez que estudiaba las carreras de Filología Hispánica y Filología Francesa. El conocimiento de la lengua francesa le permitió trabajar como traductor literario de este idioma, actividad que siempre ha compaginado con su labor como escritor. Durante los años 80 se dedicó fundamentalmente al periodismo cultural y a la crítica literaria, especialmente en los periódicos El País, La Vanguardia y Diario 16, así como en muchas revistas culturales. 
Entre los años 1988 y 1995 fue asesor en el Ministerio de Cultura, formando parte del gabinete de los sucesivos ministros Javier Solana, Jorge Semprún y Jordi Solé Tura. De 1995 a 2000 fue editor en El País-Aguilar, de donde salió en el año 2000 para dirigir las riendas de la editorial Seix Barral, de la que fue director hasta el año 2007. Desde entonces trabaja como Adjunto a la Dirección del Área Editorial del Grupo Planeta. Es firma habitual en algunos periódicos nacionales.
En su faceta de traductor del francés y del catalán, ha traducido a autores como Valery Larbaud, Roland Barthes, Blaise Cendrars, Isabelle Eberhardt, Denis Diderot, Colette, Claude Lanzmann, Raymond Queneau, Philippe Soupault, Laurent Binet, Jean-Luc Seigle, Jean-Paul Didierlaurent, Yasmina Reza, Alain Finkielkraut, Françoise Frenkel, Georges Perec, Nina Bouraoui, Laurent Seksik, Guliano da Empoli, Sorj Chalandon, Vladimir Pozner, Simone Weil; también a los poetas catalanes Álex Susanna y Miquel Martí i Pol.
Ha llevado a cabo una amplia selección de textos de Hannah Arendt, publicada con el título de El valor de pensar (Paidós, 2021).

## Obras
Novelas
- Los episodios capitales de Osvaldo Mendoza (Mondadori, 1989).
- Mampaso (Mondadori, 1990; Ollero & Ramos, 2001; Debolsillo, 2008).
- Los días rusos (Pre-Textos, 1996; Debolsillo, 2007).
- Café Hugo (Ollero & Ramos, 1999; Bruguera, 2007; Debolsillo, 2008).
- Lobo (Ollero & Ramos, 2000; Debolsillo, 2007).
- El comprador de aniversarios (Ollero & Ramos, 2003; Debolsillo, 2008; Seix Barral, 2008), Premio Dulce Chacón de Narrativa Española.
- Autómata (Bruguera, 2006; Debolsillo, 2007) Premio de la Crítica de Castilla y León, y  Pluma de Plata de la Feria del Libro de Bilbao
- El mapa de la vida (Seix Barral, 2009; Booket, 2011)
- Pasajero K (Seix Barral, 2012; Booket, 2013)
- El evangelista (Galaxia Gutenberg, 2016)
- Una tumba en el aire (Galaxia Gutenberg, 2019) Premio Málaga de Novela, 2018. Obra finalista del Premio de la Crítica de Castilla y León en 2020.[1]
- La luz que cae (Galaxia Gutenberg, 2021)
- El gran viaje (Galaxia Gutenberg, 2022)

Cuentos
- Privado paraíso (Endymión, 1988).
- La ruta de Waterloo (Menoscuarto, 2008)
- Verdaderas historias extraordinarias (Seix Barral, 2013). (Incluye Privado paraíso, La ruta de Waterloo y el volumen inédito La mujer de Sorrento).

Ensayos
- Un fin de siglo (Fondo de Cultura Económica, 1988).
- Habitaciones irreales (Trama, 1999).
- Londres/Edimburgo (Trama, 2000)
- Lecturas rescatadas (Ediciones Brevedad, Colombia, 2003).
- Contra la República Perfecta (Abada Editores, 2007)
- No es lo mismo (Aforismos cardinales) (Abada Editores, 2015)
- Fantasmas del escritor (Galaxia Gutenberg, 2017)
- Abecedario de lector (Paidós, 2020)
- El arte de editar libros (Athenaica Ediciones, 2020)
- Otro Israel posible (Editorial Espasa, 2024)

Poesía
- Esta labor digital (Balneario, 1983).
- La mirada que dura (Endymión, 1986).
- Oscuras razones (Editorial Trieste, 1988).
- Fortuna (Pre-Textos, 1993).
- La ceniza del paraíso y otros poemas (Fundación Jorge Guillén, 1997).
- Travesía (Pre-Textos, 2000).
- Pienso siempre en aquellos (Antología) (Maillot Amarillo, 2002).
- Te adoro, Kafka (Pre-Textos, 2006)
- Nuestra alegría (Abada Editores, 2011)
- Animal impuro (Poemas reunidos) (Fundación José Manuel Lara - Colección Vandalia, 2015)
- Kapital (Ya lo dijo Casimiro Parker, 2020)
- Milicia (Ya lo dijo Casimiro Parker, 2022)

Traducciones de sus obras
Sus libros están traducidos al inglés (Harvill Secker; Vintage; HispaBooks), al italiano (Piemme), al portugués (Temas & Debates), al griego (Papiros), al holandés (Mouria) y al hebreo (Even Hoshen).
Antologías
- Cuentos pendientes, cuarenta y tres voces del cuento castellano y leonés del siglo XXI. Selección y prólogo de José Ignacio García García. Castilla Ediciones, 2021.[2]

## Premios
- Premio Dulce Chacón 2005
- V Premio de la Crítica de Castilla y León 2007
- Premio Pluma de Plata de la Feria del Libro de Bilbao, 2007
- Premio Samuel Hadas de Amistad España-Israel 2012
- Premio ABC Cultural & Ámbito Cultural (Madrid, 30.05.2014).[3]
- XII Premio Málaga de Novela 2018

| Predecesor: Óscar Esquivias | Premio de la Crítica de Castilla y León 2007 | Sucesor: Juan Manuel de Prada |